# ボールド (デコイ)

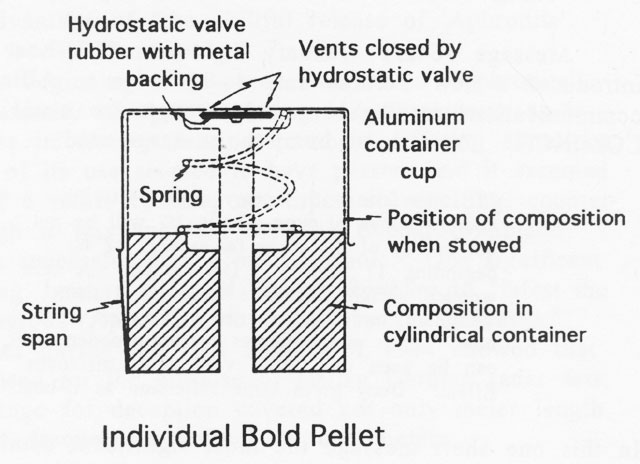
ボールドの構造図

ボールド（Bold、koboldから派生した言葉）は、第二次世界大戦中の1942年からUボートが使用したドイツのソナーデコイである。

## 解説
直径約10cmの金属製円筒容器に水素化カルシウムを充填したものである。ピレンヴェルファー（英: Pillenwerfer、pill thrower 錠剤投下の意味）と口語で呼ばれる射出装置によって発射された。
海水と混ぜると、水素化カルシウムから大量の水素が発生し、容器から噴出するため、偽のソナー標的になる。バルブが開閉し、装置を水深約30m（98フィート）に保持した。この装置は20～25分持続する。
イギリス海軍ではSBT（Submarine Bubble Target、潜水艦泡標的）と呼ばれていた。

## 参照
- ジークリンデ (デコイ)